# الجمعية البريطانية للتغذية
الجمعية البريطانية للتغذية (BDA) هي رابطة مهنية واتحاد عمالي لـاختصاصيي النظم الغذائية في المملكة المتحدة. وتأسست هذه الجمعية عام 1936م وأصبحت اتحادًا معتمدًا عام 1982م، وقد انضمت إلى ملتقى الاتحادات العمالية وملتقى الاتحادات العمالية الاسكتلندية.
وقد تأسست هذه الجمعية عام 1936م. وهي منظمة تتسع عضويتها في أرجاء المملكة المتحدة لتصل إلى نحو 7000 اختصاصي نظم غذائية وعامل في مجال الدعم الغذائي. ويقع المقر الرئيس لهذه الجمعية في بيرمنجهام، ولكن الأعضاء ينتمون إلى شعوب المملكة المتحدة الأربعة وبعضهم من الخارج.

## الاهداف
وتتمثل أهدافها فيما يلي:
- الدفع بعلوم وتطبيقات النظم الغذائية والمواضيع المرتبطة بها.
- تعزيز التدريب والتعليم في مجال علوم وتطبيقات النظم الغذائية والمواضيع المرتبطة بها.
- تنظيم العلاقة بين اختصاصيي النظم الغذائية وموظفيهم عن طريق الاتحاد العمالي المتمثل في الجمعية البريطانية للتغذية.

## الحقوق
ويعمل معظم أعضاء الجمعية البريطانية للتغذية في خدمات الصحة العامة، إلا أن ما يقرب من ثلث الأعضاء يعملون في قطاعات أخرى مثل التعليم والقطاع الخاص والممارسة الخاصة والإعلام. ويتمتع «اختصاصيو النظم الغذائية» بكافة الحقوق القانونية في المملكة المتحدة. وعلى عكس أخصائيي التغذية، لا بد أن يصل اختصاصيو النظم الغذائية إلى درجة تعليم معينة (مستوى جامعي بريطاني) ولا بد أن يتم تسجيلهم في مجلس خبراء الرعاية الصحية. فهناك اختلاف واسع بين اختصاصي النظم الغذائية وأخصائي التغذية.
ويرعى الجمعية البريطانية للتغذية جلالة الملكة البريطانية (منذ 1983) والرئيس الشرفي للجمعية هي GMB Union National President Mary Turner MBE. ورئيس مجلس الإدارة هي هيلين ديفيدسن (Helen Davidson) والمدير التنفيذي هي آندي بورمان (Andy Burman).
وتتولى الجمعية البريطانية للتغذية أيضًا إدارة السجل الخاص باختصاصيي النظم الغذائية واختصاصيي التغذية الرياضية العاملين لدى الرياضيين المرموقين، SENr.
وفي سبتمبر عام 2010، كانت الجمعية البريطانية للتغذية من بين الحاضرين في مجلس الاتحادات العمالية (TUC) المنعقد في مانشستر motion on Malnutrition and Dehydration (أول خطوة على الطريق الصحيح عقب أن ألقى محافظ بنك إنجلترا كلمة حاز بها على دعم هائل وتغطية إعلامية مكثّفة. ومنذ ذلك الحين تقوم الجمعية البريطانية للتغذية بوضع جدول الأعمال السنوي لمجلس الاتحادات العمالية، وكان آخر لقاء للمجلس في برينغتون في سبتمبر عام 2012م، إلقاء الضوء على مستويات سوء التغذية في كبار السن الذين يعيشون في منازل خاصة بهم في المملكة المتحدة.
لا يقتصر استخدام صحف وقائع الغذاء الخاصة بالجمعية البريطانية للتغذية على ممارسي المهنة بل يشاركهم فيها الإعلاميون.

## النجاح والحضور
وحققت الجمعية البريطانية للتغذية نجاحًا ساحقًا في الإعلام البريطاني، حيث تذكر بأنها صاحبة السبق في الحديث حول الغذاء والتغذية. إضافة إلى ذلك، كثيرًا ما ترى المتحدثين الإعلاميين للجمعية في محطات الأخبار وفي برامج التلفاز. ويعد قسم الأخبار الموجود على موقعهم الإلكتروني هو الآخر مصدرًا لا يستهان به في الحصول على آراء وأخبار حديثة.

## الذكرى ال75 للتأسيس
وفي عام 2011م، احتفلت الجمعية بالذكرى الخامسة والسبعين على إنشائها. ولئلا يترك هذا الحدث الجلل يمر مرور الكرام، أعلنت هيلين ديفيدسن - رئيس مجلس الإدارة - عن بدء حملة قومية جديدة تمامًا أطلق عليها انتبه إلى فجوة الجوع. وتهدف هذه الحملة إلى إبراز مستويات سوء التغذية في كبار السن الذين يعيشون في منازل خاصة بهم في المملكة المتحدة. ويُعزى النجاح الساحق الذي حققته حملة انتبه إلى فجوة الجوع إلى كثرة التغطية والدعاية الإعلامية في أنحاء المملكة المتحدة.
وفي عام 2012م، أُعلن أن رئيس مجلس إدارة الجمعية المنتخب (الذي تولى مهام منصبه في 2013م) هو سيان بورتون (Sian Burton).
وقد حصلت الجمعية على اعتماد معايير المعلومات (Information Standard). ومعايير المعلومات هي نظام منح شهادات من وزارة الصحة بخصوص معلومات الرعاية الصحية والاجتماعية. وتستطيع المنظمات الناجحة وضع علامة الجودة على المواد للتأكيد على أن معلوماتها مستقاة من مصدر موثق.
وتصدر الجمعية البريطانية للتغذية مجلة شهرية عنوانها النظم الغذائية اليوم (Dietetics Today) وسيمت باسرا برار (Simret Bassra-Brar) هو رئيس تحرير الجريدة.

## وصلات خارجية
- الموقع الرسمي